# Sainte-Agnès, Alpes-Maritimes

Sainte-Agnès este o comună în departamentul Alpes-Maritimes din sud-estul Franței. În 1 ianuarie 2022 avea o populație de 1.365 de locuitori.